# Petru Ioan (deputat)
Petru Ioan (n. 26 aprilie 1947) este un deputat român în legislatura 1992-1996, ales în județul Iași pe listele partidului PUNR. Petru Ioan este profesor universitar la Universitatea din Iași. 